# Fußball-Bundesliga/Rekorde/VfL Bochum
Der Artikel Fußball-Bundesliga/Rekorde/VfL Bochum listet die vereinsspezifischen Rekorde des VfL Bochum auf, die mit Bezug auf die Zugehörigkeit zur deutschen Fußball-Bundesliga gehalten werden.
Der Verein ist aktuell kein Bundesligist (Stand: Saison 2025/26).

Siehe auch: 

## Vorbemerkung
Es besteht eine Unterteilung zwischen Positiv- und Negativrekorden sowie vereinsinternen Bestmarken. Weitere Rekorde, die dem Verein nicht zuzuordnen sind, werden im Hauptartikel unter „Allgemein“ gelistet. Dort bestehen zudem die Rubriken „Trainerspezifische Rekorde“, „Schiedsrichterspezifische Rekorde“ sowie „Sonstige Rekorde“. Es besteht außerdem die Möglichkeit „In nächster Zeit möglicherweise fallende Bestmarken“ im unteren Bereich der Hauptseite festzuhalten, bzw. die neuen Rekorde an die passenden Stellen einzusortieren. Wenn möglich, wird zu einem Positivrekord auch der Negativrekord als Gegenstück gelistet (und andersrum). Die Liste erhebt keinen Anspruch auf Vollständigkeit.

## VfL Bochum
Aktuelle Platzierung in der Ewigen Tabelle der Fußball-Bundesliga: Platz 13 von 58 (Stand: 34. Spieltag 2024/25)

### Positivrekorde
- meiste direkte Wiederaufstiege nach Abstieg: 5 (nach insgesamt 7 Abstiegen (Nach dem letzten Abstieg ist ein direkter Wiederaufstieg in der Saison 2025/26 noch möglich.))[2]
- meiste Torschüsse nach den ersten 8 Spieltagen: 50 (Uwe Wegmann, 1994/95, seit Beginn der Datenerfassung 1992/93)[3]
- meiste Heimspiele in Folge ohne Gegentor: 9 (2003, Stand: Saisonende 2023/24)[4]
- längsten Serie eines Trainers ohne Unentschieden ab dem ersten Spiel auf der Bank: 18 (Thomas Letsch; 8 Siege, 10 Niederlagen, 2022/23, im 19. Spiel bei Eintracht Frankfurt 1:1)[5]
- Torhüter, der ab dem ersten Strafstoß gegen sich die meisten Strafstöße hielt: Hans-Jürgen Bradler (die ersten 3, Anfang der 1970er-Jahre; gemeinsam mit Bernd Meier, für 1860 München und Nikola Vasilj für den FC St. Pauli, 2024/25, laufend, Stand: 22. Spieltag 2024/25)[6]
  - erster Torhüter, der die ersten 3 Strafstöße gegen sich hielt: Hans-Jürgen Bradler (Anfang der 1970er-Jahre)[6]

### Negativrekorde
- höchste negative Tordifferenz: −397 (1755:2152, Stand: 34. Spieltag 2024/25)[1][7]
- meiste Auswärtsspiele ohne Sieg gegen einen Tabellenführer: 29 (23 Niederlagen und 6 Unentschieden, Serie riss mit dem 3:2-Sieg beim FC Bayern am 25. Spieltag 2024/25, Stand: 33. Spieltag 2024/25)[8][9]
- wenigste Punkte nach 9 Spieltagen: 1 (2024/25; gemeinsam mit dem 1. FC Saarbrücken, 1963/64 und Greuther Fürth 2021/22, Stand: 9. Spieltag 2024/25)[10]
- schlechtester Saisonstart nach 6 Spieltagen: 2022/23 (6 Niederlagen, 0 Punkte, 4:18 Tore, Stand: 2022/23)[11]
- gesamte Saison ohne Sieg mit mindestens zwei Toren Differenz (2009/10; gemeinsam mit dem FC Augsburg (2022/23), der SpVgg Greuther Fürth (2021/22) und dem VfB Leipzig (1993/94))[12]
- erster Dopingfall: Roland Wohlfarth (1994/95)[13]

### Vereinsintern
- Rekordspieler: Ata Lameck (518 Einsätze)[14]
- Rekordtorhüter: Ralf Zumdick (282 Einsätze)[15]
- Rekordtorschütze: Hans-Joachim Abel (60 Tore)[16]
- meiste Einsätze ohne Platzverweis: Ata Lameck (518)[17][14]
- ältester Spieler: Wolfgang Kleff (39 Jahre, 5 Monate und 10 Tage)[18]
- ältester Feldspieler: Anthony Losilla (38 Jahre und 287 Tage, am 30. November 2024, 15. Spieltag 2024/25, Stand: 15. Spieltag 2024/25)[19]
- ältester Debütant: Anthony Losilla (35 Jahre und 157 Tage, am 14. August 2021)[20]
- älteste Startelf: durchschnittlich 30,5 Jahre (6. Spieltag 2022/23)[21]
- schnellster Spieler: Gerrit Holtmann wurde mit 36,74 km/h gemessen (9. Spieltag 2024/25, Stand: 9. Spieltag 2024/25, seit Beginn der Datenerfassung in der Saison 2011/12)[22][10]
- Trainer mit den meisten Siegen: Heinz Höher (78, Stand: 28. Spieltag 2022/23)[23]
- meiste Spiele in Folge mit mindestens einem Gegentreffer: 30 (bis 14. Spieltag 2024/25, Serie riss am 15. Spieltag 2024/25, Stand: 21. Spieltag 2024/25)[24]
- meiste Gegentore in einer Saison: 72 (2022/23)[25]
- meiste Gegentore nach 5 Spieltagen: 16 (2023/24)[26]
- höchste Niederlage: 3×[27][28] (3 Spielzeiten in Folge, immer gegen den FC Bayern, mit demselben Halbzeit- und Endergebnis immer in der Anfangsphase einer Saison)
  - 0:7 (Halbzeit 0:4) (auswärts gegen den FC Bayern am 5. Spieltag 2021/22)
  - 0:7 (Halbzeit 0:4) (zuhause gegen den FC Bayern am 3. Spieltag 2022/23)
  - 0:7 (Halbzeit 0:4) (auswärts gegen den FC Bayern am 5. Spieltag 2023/24)
- meiste Siege gegen einen anderen Gegner: 25 (gegen Eintracht Frankfurt, Stand: 15. Spieltag 2024/25)[29]
- meiste Heimsiege gegen einen anderen Gegner: 20 (gegen Eintracht Frankfurt, Stand: 1. Spieltag 2024/25)[29]
- meiste Niederlagen in Folge gegen einen anderen Gegner: je 7 (2×, Stand: 20. Spieltag 2024/25)[30]
  - gegen den SC Freiburg (bis 20. Spieltag 2024/25, laufend)
  - gegen den FC Bayern (Ende der 1970er- bis Anfang der 1980er-Jahre)
- meiste Tore gegen einen anderen Gegner: 95 (gegen Borussia Dortmund, Stand: 21. Spieltag 2024/25)[31]
- meiste Torschüsse nach den ersten 5 Spieltagen: 35 (Uwe Wegmann, 1994/95, seit Beginn der Datenerfassung 1992/93)[32]
- meiste Niederlagen nach 6 Spieltagen: 6 (2022/23)[33]
- meiste Niederlagen nach 19 Spieltagen: 13 (mehrfach, auch 2024/25 und 1994/95, Stand: 19. Spieltag 2024/25)[34]
- meiste Niederlagen nach 20 Spieltagen: je 14 (2×, Stand: 20. Spieltag 2024/25)[30]
  - 2024/25
  - 1994/95
- meiste Niederlagen nach 27 Spieltagen: je 17 (2×, Stand: 27. Spieltag 2024/25)[35]
  - 2024/25
  - 1994/95
- meiste Niederlagen nach 33 Spieltagen: je 21 (2×, Stand: 33. Spieltag 2024/25)[36]
  - 2024/25
  - 1994/95
- meiste Niederlagen in einer Saison: je 21 (2×, Stand: 34. Spieltag 2024/25)[36]
  - 2024/25
  - 1994/95
- meiste Strafstöße in einem Spiel gehalten: Manuel Riemann (2 von 2, beim 0:0-Unentschieden bei RB Leipzig am 7. Spieltag 2023/24)[37]
- VfL Bochum meiste Spiele in Folge ohne Sieg: 15 (2×, Stand: 31. Spieltag 2024/25)[38]
  - 33. Spieltag 2023/24 bis 13. Spieltag 2024/25
  - 1992/93
- meiste Spiele in Folge ohne Sieg zu Saisonbeginn: 14 (2024/25, Bilanz: 0–3–11, Stand: 15. Spieltag 2024/25)[38][39][40][41]
- meiste Heimspiele zu Saisonbeginn ohne Sieg: 5 (2023/24)[42][43]
- meiste Torschüsse in einem Spiel: 38 (beim 2:0-Sieg gegen Dynamo Dresden, im August 1994, Stand: 31. Spieltag 2023/24)[44]
- meiste Auswärtssiege gegen einen anderen Gegner: 6 (bei Borussia Dortmund, Stand: 5. Spieltag 2024/25)[45][46]
- meiste Auswärtsniederlagen gegen einen anderen Gegner: gegen 2 Gegner (je 28 Niederlagen, Stand: 30. Spieltag 2024/25)[47][48]
  - beim FC Bayern
  - bei Werder Bremen
- wenigste Punkte nach 7 Spieltagen: 1 (2×, Stand: 7. Spieltag 2024/25)[19]
  - 2022/23
  - 2024/25
- wenigste Punkte nach 10 Spieltagen: 2 (2024/25, Stand: 11. Spieltag 2024/25)[39]
- wenigste Punkte nach 11 Spieltagen: 2 (2024/25, Stand: 11. Spieltag 2024/25)[49]
- wenigste Punkte nach 12 Spieltagen: 2 (2024/25, Stand: 12. Spieltag 2024/25)[50]
- wenigste Punkte nach 13 Spieltagen: 2 (2024/25, Stand: 13. Spieltag 2024/25)[24]
- wenigste Punkte nach 24 Spieltagen: 17 (2024/25, davon 15 sportlich und 2 am Grünen Tisch, Stand: 24. Spieltag 2024/25)[51]
- wenigste Punkte nach 28 Spieltagen: 20 (2024/25, Stand: 28. Spieltag 2024/25)[52]
- Spieler, mit den meisten Treffern in einem Spiel: 2 Spieler (je 3 Tore, Stand: 18. Spieltag 2024/25)[53][54][55]
  - Frank Schulz (beim 6:1-Sieg gegen Waldhof Mannheim, am 28. Spieltag 1986/87)
  - Myron Boadu (beim 3:3-Unentschieden gegen RB Leipzig, am 18. Spieltag 2024/25)
- höchster Rückstand in einem Spiel, in welchem man dennoch punktete: 0:3 (2×, je ein Unentschieden erreicht, Stand: 18. Spieltag 2024/25)[53][56][55]
  - beim 3:3-Unentschieden gegen Borussia Mönchengladbach (am 1. Spieltag 2009/2010)
  - beim 3:3-Unentschieden gegen RB Leipzig (am 18. Spieltag 2024/25)
- meiste Minuten in Folge ohne Gegentreffer: Ralf Zumdick (408, 1991/92, Stand: 25. Spieltag 2024/25)[57]
- siehe auch unter sonstige Rekorde